# 華の湯
華の湯（はなのゆ）は、兵庫県神戸市須磨区妙法寺薮中ノ中1248-14にある温泉を利用した日帰り入浴施設（スーパー銭湯）。

## 概要
神戸市の住宅地のはずれに位置する高取山の北斜面の高台、須磨区と長田区の境界に程近い須磨区側に建つ日帰り入浴施設である。天然温泉を使用していながら銭湯並みの450円という低廉な入浴料金に加え、24時までの長い営業時間と都市近郊の便利さも手伝い常連客が多い。
当初は温泉を使用しない普通のスーパー銭湯として開業するが、開業後しばらくしてボーリングを開始、ラジウム泉を見事掘り当て「弘法の湯」と命名し、引湯する。広く近代的な雰囲気の内湯、露天風呂（岩塩露天風呂、硫黄露天風呂、壷風呂）、サウナ、ジャグジー、冷水風呂、電気風呂、麦飯石を使用した岩盤浴のほか、レストラン、マッサージなど多彩な設備を備えている。高台にあるため、露天風呂からは神戸の町並みが一望できる。
なお、比較的近在には同様の泉質を持つ須磨白川温泉「チムジルバンスパ神戸」、太山寺温泉「ラジウム温泉太山寺なでしこの湯」がある。

## 営業時間
- 全日10:00 - 24:00(最終受付23：40）
- 施設メンテナンスにより休館日あり

## 泉質
- 単純弱放射能冷鉱泉（拡張性-弱アルカリ-冷鉱泉）
- 泉温 21.3℃ 湧出量 80ℓ/分
- 飲用可能

### 効能
- 神経痛、高血圧、動脈硬化、筋肉痛、関節痛、五十肩、運動麻痺、関節のこわばり、うちみ、くじき、胆石症、慢性消化器病、痛風、痔疾、冷え性、慢性婦人病

※効能はその効果を万人に保証するものではない。

## 歴史
- 2004年9月29日 - 温泉を使用しないスーパー銭湯としてオープン。
- 2006年3月3日 - 麦飯石を使用した岩盤浴を始める。
- 2006年3月15日 - 天然温泉を掘り当て、源泉名を「弘法の湯」と名付ける。

## 交通アクセス
- 公共交通機関：神戸高速鉄道高速長田駅から神戸市バス「しあわせの村」行に乗換え、「薮中」下車すぐ。
- 自動車：市道夢野白川線（旧西神戸有料道路）鵯ICを降り、約5分。三宮から約20分。駐車場120台。

## ギャラリー
しばらくお待ちください